# 覺羅成允
覺羅成允（1831年—1895年），愛新覺羅氏，清朝宗室，清朝政治人物。
早年捐太僕寺員外郎。咸豐十年，任戶部雲南司員外郎。同治三年，丁父憂、百日孝滿仍回原部當差。同治六年，以本部郎中遇缺儘先升用。同治七年，任戶部雲南司郎中。同治九年，簡放道員後賞加布政使銜。次年任戶部內倉監督。同治十二年，任山東兗沂曹濟道。同治十三年，丁母憂。光緒三年，任安徽安廬滁和道。光緒五年，署安徽按察使。光緒六年，兼署安徽按察使。光緒九年，任浙江鹽運使。光緒十二年，任山東按察使。光緒十二年，任湖北按察使。光緒十六年，署湖北布政使、廣東布政使。光緒二十年，代辦廣東鄉試監臨。光緒二十一年，署廣東巡撫，同年病故。

## 家族
- 福滿（都督福滿，興祖直皇帝，十一世祖）
- 索長阿（十世祖）
- 飛永敦（九世祖）
- 覺羅克春 （八世祖，騎都尉）
- 覺羅務喇納 （七世祖）
- 覺羅務爾喀 （六世祖）
- 覺羅務禮 （五世祖,雲騎尉）
- 覺羅布希 （高祖父,佐領兼雲騎尉）
- 覺羅巴延三 （曾伯祖父，布希第七子，巡撫）
- 覺羅特克錫楞 （曾祖父，布希第八子）
- 覺羅和通阿 （祖父）
- 覺羅克保 （父）、覺羅克舒 （叔）、伊爾根覺羅氏 （母，驍騎校德福之女）
- 覺羅成平 （兄，員外郎）、覺羅成孚 （弟，漕運總督）、徐佳氏 （嫡妻，徐斌之女）、納喇氏（繼妻，圖麟之女）、劉氏（妾，劉玉之女）
- 覺羅鍾山 （子，劉氏生）、葉赫納喇氏 （媳，鍾山嫡妻，那桐之女） 、喜塔臘氏（媳，鍾山繼妻，熙臣之女）